# Пауеллсвілл (Північна Кароліна)
Пауеллсвілл (англ. Powellsville) — місто (англ. town) в США, в окрузі Берті штату Північна Кароліна. Населення — 189 осіб (2020).

## Географія
Пауеллсвілл розташований за координатами 36°13′31″ пн. ш. 76°55′54″ зх. д. / 36.22528° пн. ш. 76.93167° зх. д. (36.225251, -76.931573).  За даними Бюро перепису населення США в 2010 році місто мало площу 0,92 км², уся площа — суходіл.

## Демографія
Згідно з переписом 2010 року, у місті мешкало 276 осіб у 131 домогосподарстві у складі 81 родини. Густота населення становила 299 осіб/км².  Було 150 помешкань (162/км²).
Расовий склад населення:
| - 59,4 % — чорних або афроамериканців - 37,3 % — білих - 1,1 % — корінних американців - 2,2 % — осіб інших рас |

До двох чи більше рас належало 0,0 %. Частка іспаномовних становила 3,6 % від усіх жителів.
За віковим діапазоном населення розподілялося таким чином: 19,2 % — особи молодші 18 років, 59,4 % — особи у віці 18—64 років, 21,4 % — особи у віці 65 років та старші. Медіана віку мешканця становила 47,1 року. На 100 осіб жіночої статі у місті припадало 75,8 чоловіків;  на 100 жінок у віці від 18 років та старших — 81,3 чоловіків також старших 18 років.
Середній дохід на одне домашнє господарство  становив 34 906 доларів США (медіана — 26 667), а середній дохід на одну сім'ю — 42 763 долари (медіана — 36 563). За межею бідності перебувало 15,8 % осіб, у тому числі 27,5 % дітей у віці до 18 років та 7,4 % осіб у віці 65 років та старших.
Цивільне працевлаштоване населення становило 80 осіб. Основні галузі зайнятості: освіта, охорона здоров'я та соціальна допомога — 35,0 %, публічна адміністрація — 22,5 %, будівництво — 13,8 %, виробництво — 6,3 %.